# 回転寿司たいせい
回転寿司たいせい（かいてんずしたいせい）は、かつて株式会社台星商事（たいせいしょうじ）が運営していた回転寿司チェーン店である。台星商事は東京都府中市に本社を置き、東京多摩地域を中心に回転寿司店を展開していたが、2024年3月22日付で東京地方裁判所から破産手続開始の決定を受け、その前日に全店が閉店した。
なお「平禄寿司」の屋号を使用していた時期もあるが、回転寿司「平禄寿司」を運営する株式会社焼肉坂井ホールディングス（旧：平禄株式会社）との資本関係はない。

## 概要
回転寿司でありながら、レーンの中で熟練した寿司職人（板前）が機械を使わず手で寿司を握り、その様子を客が見ながらオーダーするという、初期の回転寿司によく見られたスタイルを取っていた。そのため本格派であることをアピールして「板前回転寿司たいせい」を名乗っていた。
スマートフォンの普及に伴い、専用アプリ「回転寿司たいせい公式アプリ」をリリースしており、全店で共通利用することができた。

## 沿革
1954年（昭和29年）に個人事業として、東京都府中市にて中華料理店「蓬莱軒」を開業したのが始まりである。1972年（昭和47年）2月には法人化し、株式会社台星商事を設立した。
1978年（昭和53年）7月には寿司事業に参入し、寿司店1号店として東京都府中市に「平禄寿司府中店」を開業した。以降は多摩地域を中心に店舗を増やし、1985年（昭和60年）11月には東京都調布市に「平禄寿司調布店」を開業（のちの「回転寿司たいせい調布北口店」）、翌1986年（昭和61年）9月には東京都立川市に「平禄寿司立川店」を開業した（のちの「回転寿司たいせい立川北口店」）。
1989年（平成元年）4月には、資本金を1,000万円に増資した。
1993年（平成5年）5月には、京王線府中駅前に「回転寿司たいせい府中駅前店」を開業し、この時期から「回転寿司たいせい」の屋号を用いるようになる。また同年7月には、郭安然が会長に、郭東仁が社長にそれぞれ就任した。さらに同年12月には、東京23区内発の店舗となる「平禄寿司烏山店」を東京都世田谷区に開業した。
1995年（平成7年）10月には、東京都立川市で2番目の店舗となる「平禄寿司立川南口店」を立川駅南口に開業した。
府中駅南口市街地再開発事業の実施により、府中駅前の商店街で営業していた商店はすべて解体され、再開発工事中は仮店舗で営業し、3つの再開発ビル（フォーリス、くるる、武蔵府中ル・シーニュ）が完成し次第、順次再開発ビルに入居して営業することとなった。
1996年（平成8年）4月3日に、同再開発事業で建設された最初の再開発ビルであるフォーリスおよび伊勢丹府中店が開業。これに伴い、寿司店1号店の「平禄寿司府中店」がフォーリス1階へ移転開業した。また同時に、新業態として中華料理店「桃源酒家」を開始し、伊勢丹府中店開業と同時に1号店「桃源酒家 府中店」を伊勢丹府中店9階レストラン街に出店した。
2000年代に入ると、2003年（平成15年）5月には南多摩地区への初出店となる「平禄寿司八王子店」を開業した。また、翌2004年（平成16年）2月には「平禄寿司烏山店」を移転している。
2011年（平成23年）2月には、寿司店の屋号を全店で「平禄寿司」から「回転寿司たいせい」へ改称してブランドの統一を図った。
2017年（平成29年）7月14日には、府中駅南口再開発事業で建設された3番目の再開発ビルである武蔵府中ル・シーニュが開業し、同時に「回転寿司たいせい府中本店」を出店した。
翌2018年（平成30年）10月には「桃源酒家」を事業譲渡し、再び寿司店専業となる。なお、翌2019年（令和元年）9月30日には「桃源酒家」1号店の「桃源酒家府中店」を出店していた伊勢丹府中店も閉店している。
しかしその後は、2020年（令和2年）からのコロナ禍による緊急事態宣言の発出による外出自粛や、飲食店やショッピングセンターの営業時間短縮などにより苦境に立たされた上、2021年（令和3年）5月には伊勢丹府中店の跡地に開業したミッテン府中にくら寿司が出店、翌2022年（令和4年）1月には同じ府中駅南口再開発事業で建設された2番目の再開発ビルであるくるるにスシローが出店、さらに2023年（令和5年）11月には、府中駅前のメインストリートであるけやき並木通りにはま寿司が進出し、府中駅前に大型回転寿司チェーンが集結したため、地場の小規模チェーンである「回転寿司たいせい」は苦戦を強いられることとなった。
その結果、2023年（令和5年）6月26日をもって「回転寿司たいせい八王子店」を閉店、同年7月30日をもって「回転寿司たいせい立川北口店」を閉店し、その時点で残る店舗は、武蔵府中ル・シーニュ1階の「回転寿司たいせい府中本店」と、調布駅北口（旧甲州街道沿い）の「回転寿司たいせい調布北口店」、および「回転寿司たいせい立川南口店」の3店のみとなった。
そして翌2024年（令和6年）、台星商事は事業継続が困難と判断して廃業を決定し、同年3月22日付で東京地方裁判所から破産手続開始決定を受けた。これにより同社は事業を廃止し、その前日に「回転寿司たいせい」全店である3店舗を閉店した。

## 店舗
いずれも所在地は東京都。
- 平禄寿司府中店[12]：1978年7月開店。寿司店1号店。府中駅前再開発により、1996年4月3日開業のフォーリス1階へ移転[1]。閉店時期不明。
- 平禄寿司調布店 → 回転寿司たいせい調布北口店[13]：1985年11月開店[1]。調布駅北口（調布市小島町）[8]。最後まで残った3店舗の1つ[8]。2024年3月21日をもって閉店[3]。
- 平禄寿司立川店 → 回転寿司たいせい立川北口店[14]：1986年9月開店[1]。立川駅北口（立川市曙町）。2023年7月30日閉店[5]。
- 回転寿司たいせい府中駅前店[15] → 回転寿司たいせい府中本店：1993年5月開店[1]。府中駅前再開発により、2017年7月14日開業の武蔵府中ル・シーニュ1階へ移転[1]。最後まで残った3店舗の1つ[8]。2024年3月21日をもって閉店[3]。
- 平禄寿司烏山店[16]：1993年12月開店[1]。千歳烏山駅北口（世田谷区南烏山）。2004年2月移転。閉店時期不明。
- 平禄寿司立川南口店[17]：1995年10月開店[1]。立川駅南口（立川市錦町）。最後まで残った3店舗の1つ[8]。2024年3月21日をもって閉店[3]。
- 平禄寿司八王子店 → 回転寿司たいせい八王子店[18]：2003年5月開店[1]。八王子駅北口（八王子市旭町）。2023年6月26日閉店[5]。